# Xancithrix ohmani
Xancithrix ohmani is een eenoogkreeftjessoort uit de familie van de Diaixidae. De wetenschappelijke naam van de soort is voor het eerst geldig gepubliceerd in 2012 door Markhaseva.